# Friedrich Schulze-Langendorf
Friedrich Schulze-Langendorf (* 16. Juni 1886 in Langenbrügge; † 29. Mai 1970 in Lehrte) war ein deutscher Politiker (NSDAP).

## Leben und Wirken
Schulze-Langendorf besuchte die Volksschule. Anschließend wurde er von 1903 bis 1906 an der Präparandenanstalt und von 1906 bis 1909 am Seminar Wunstorf im Kreis Neustadt am Rübenberg in der Provinz Hannover ausgebildet. Von 1909 bis 1910 gehörte er dem Füselier-Regiment 73 in Hannover an. In den Jahren 1910 bis 1913 war Schulze-Langendorf als Lehrer an einer einklassigen Volksschule in Schwarme tätig. Von 1913 bis 1914 studierte Schulze-Langendorf Philosophie, Geschichte und Staatswissenschaft. Von August 1914 bis November 1918 nahm er mit dem Reserveinfanterieregiment 74 am Ersten Weltkrieg teil. 1918 heiratete er. 1919 legte er die Mittelschullehrerprüfung in Deutsch und Geschichte ab, danach arbeitete er als Mittelschullehrer in Schönebeck.
In den 1920er Jahren wurde Schulze-Langendorf Mitglied der Nationalsozialistischen Deutschen Arbeiterpartei (NSDAP). Für diese zog er 1925 in den Kreistag von Calbe an der Saale ein. Bei der Reichstagswahl vom September 1930 wurde Schulze-Langendorf als Kandidat der NSDAP für den Wahlkreis 10 (Magdeburg) in den Reichstag gewählt, dem er in der Folge bis zum Juli 1932 angehörte.
Neben seiner politischen Tätigkeit tat Schulze-Langendorf sich durch die Veröffentlichung von Aufsätzen über Geschichte und Literatur sowie von Kurzgeschichten in diversen Zeitungen und Zeitschriften hervor.

## Schriften
- Drei Jahre im Kampf an der Westfront, Posen 1918.
- Das deutsche Herz, Schönebeck 1921.
- Feuerschein, Hannover 1925.
- Johannisfeuer, Radolfzell 1928.
- Deutsche Zeichensetzung, Bad Godesberg 1953.
- Das Schloss ohne Frieden, Ravensburg 1955.